# Pierre François Beauvallet

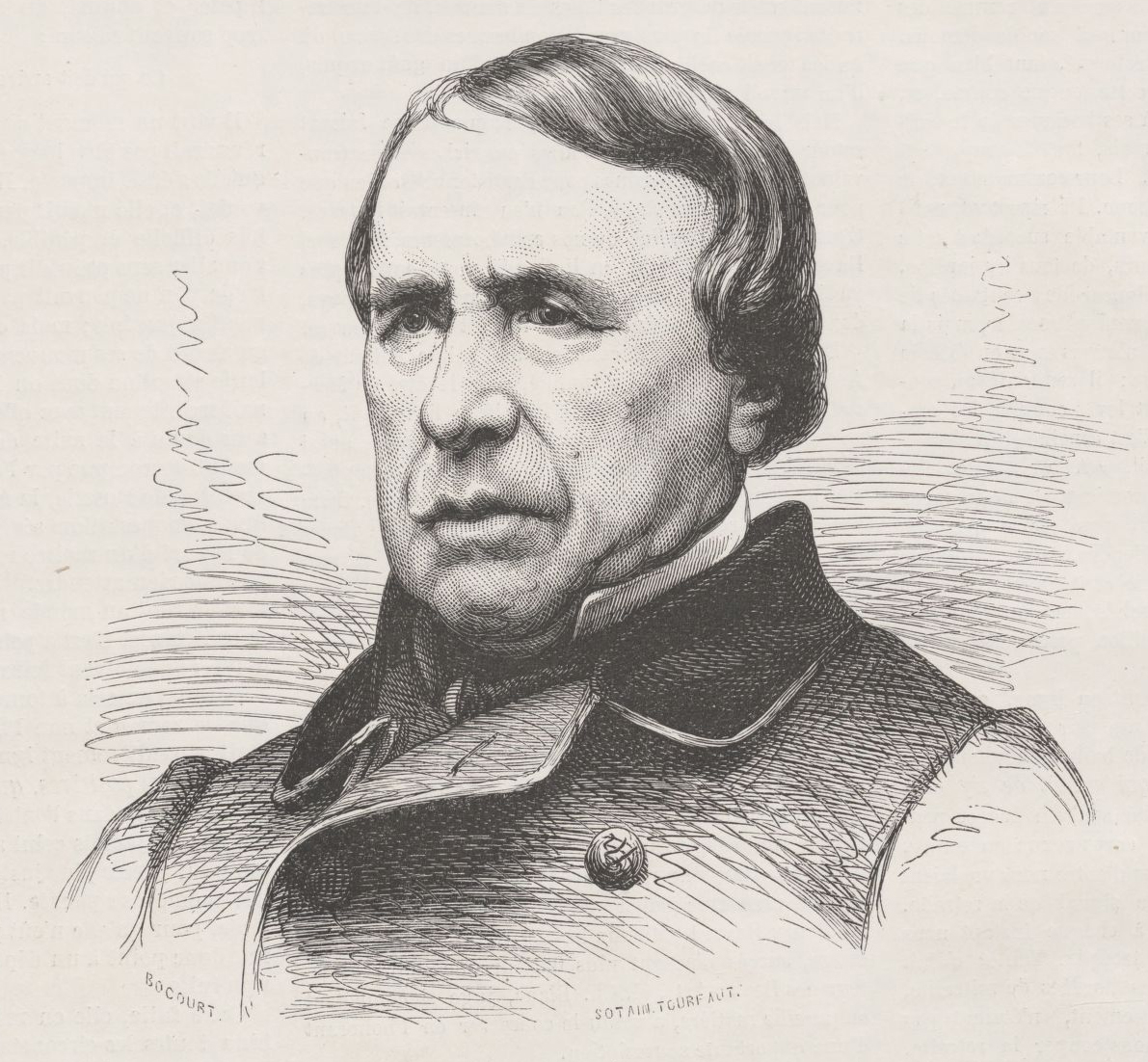
Pierre François Beauvallet.

Pierre François Beauvallet, född 13 oktober 1801 i Pithiviers, död 21 december 1873 i Paris, var en fransk skådespelare. Han var far till dramatikern Léon Beauvallet.
Beauvallet genomgick konservatoriet i Paris, debuterade 1825 på Odéon, var anställd där till 1827 och från 1830 vid Théâtre Français, från 1831 som societär. Han var en av sin samtids mest uppskattade franska tragiker. Bland hans roller märks Cid, Polyeucte, Tancrède, Orosmane i Zaïre och Ludvig XI i Casimir Delavignes pjäs med samma namn. Han skrev även själv efter klassiskt mönster pjäser för teatern.